# NGC 7367
NGC 7367 ist eine Spiralgalaxie vom Hubble-Typ Sab im Sternbild Pegasus am Nordsternhimmel. Sie ist schätzungsweise 330 Millionen Lichtjahre von der Milchstraße entfernt und hat einen Durchmesser von etwa 155.000 Lj.
Im selben Himmelsareal befinden sich u. a. die Galaxien NGC 7360, NGC 7373, NGC 7376.
Die Typ-Ia-Supernova SN 2013dt wurde hier beobachtet.
Das Objekt wurde am 29. August 1864 von Albert Marth entdeckt.